# Địa vật lý thăm dò
Địa vật lý thăm dò (Exploration Geophysics), đôi khi gọi là vật lý địa chất, là chi nhánh của địa vật lý ứng dụng (Applied Geophysics), sử dụng các trường hoặc quá trình vật lý có nguồn tự nhiên hoặc nhân tạo để nghiên cứu địa - thủy quyển, nhằm mục đích xác định thành phần, tính chất, trạng thái vật chất ở đó. Nó phục vụ các nghiên cứu địa chất, tìm kiếm khoáng sản, tìm hiểu địa chất môi trường để bảo vệ môi trường và giảm nhẹ thiên tai, khảo sát di tích khảo cổ, tìm vật chưa nổ (UXO), khảo sát địa chất công trình kể cả việc đánh giá tham số công trình ở thế nằm tự nhiên.

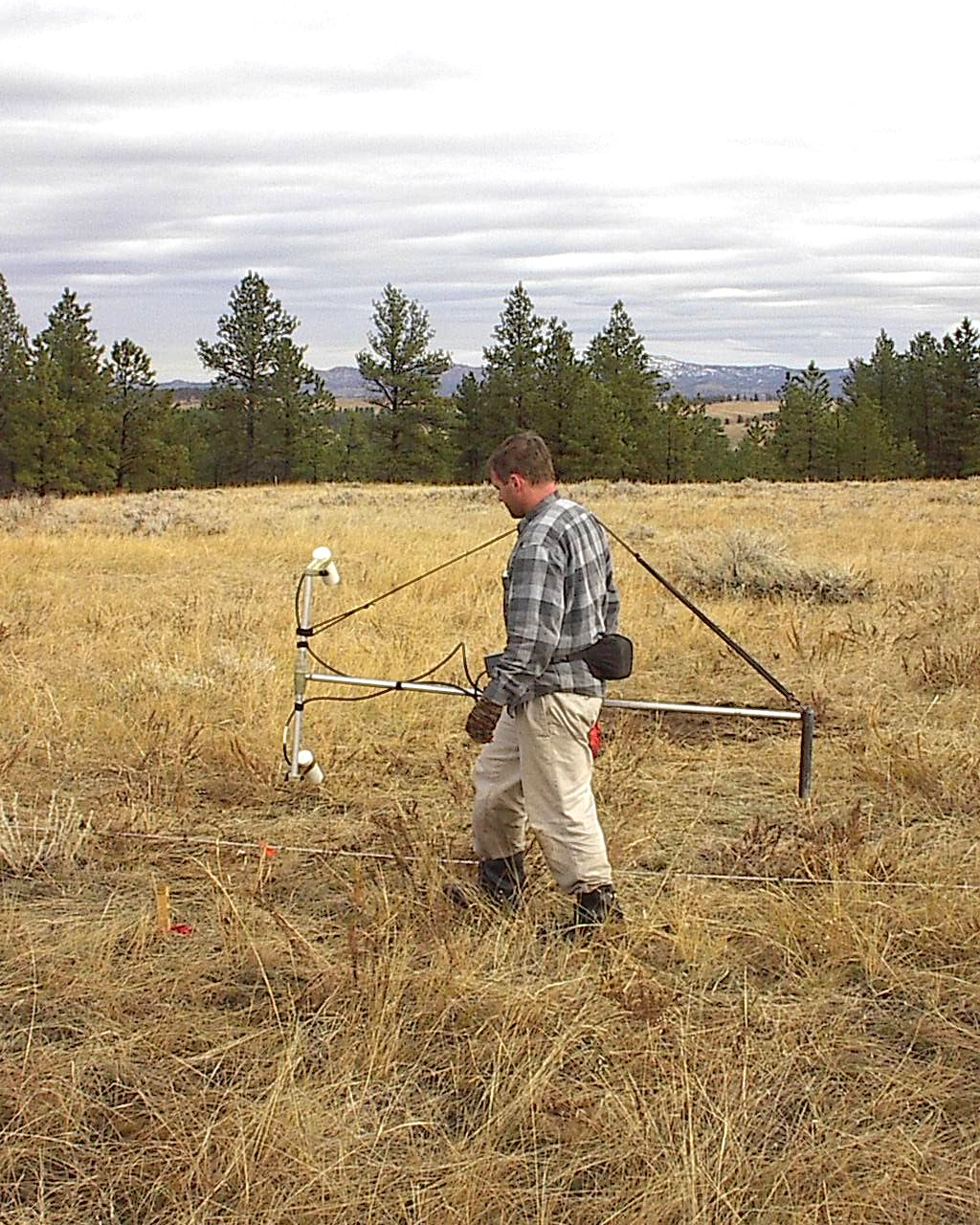
Đo từ đường bộ kiểu gradient thẳng đứng bằng máy đo từ Geometrics Cesium G-858 hai đầu thu tại một vị trí khảo cổ tại Montana, USA.

## Các phương pháp địa vật lý
Các phương pháp địa vật lý dùng trong thăm dò được thống kê như dưới đây. Nội dung cụ thể của từng phương pháp được nêu ở các trang liên kết tương ứng của phương pháp đó.

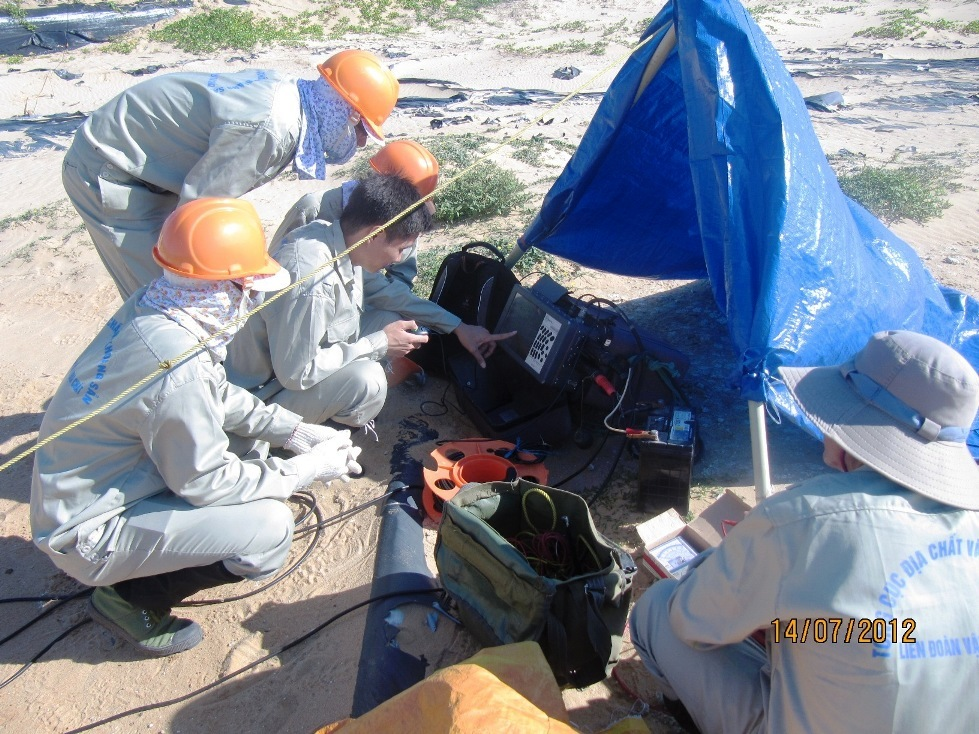
Đo địa chấn phản xạ bằng máy Geometrics StrataVisor NZ 48 kênh, tại Phước Dinh, Ninh Thuận, Việt Nam, 2012.

### Các phương pháp địa chấn
Các phương pháp địa chấn là nhóm các phương pháp sử dụng sóng địa chấn hoặc sóng âm thanh để nghiên cứu môi trường. Kết quả thám sát là vị trí các ranh giới phản/khúc xạ, tốc độ truyền sóng ở các khối đất đá (hoặc nước), và có thể cả đặc trưng kết cấu cơ lý của đất đá .
- Địa chấn phản xạ (Seismic Reflection): Sử dụng sóng phản xạ để nghiên cứu thạch quyển, có thể đến độ sâu vài km, phục vụ tìm kiếm dầu khí và khoáng sản [4][5].
- Địa chấn nông phân giải cao (High Resolution Seismics): Dạng rút gọn của Địa chấn phản xạ với một kênh đo thực hiện trên vùng nước, phục vụ tìm kiếm khoáng sản, hải dương học, địa chất biển,...[6]
- Địa chấn khúc xạ (Seismic Refraction, Imaging): Sử dụng sóng thứ cấp do hiện tượng khúc xạ sóng sinh ra, phục vụ khảo sát địa chất thủy văn và địa chất công trình, tìm kiếm khoáng sản,...[7]
- Địa chấn chiếu sóng (Tomography): Sử dụng sóng đàn hồi chiếu qua môi trường nhằm thu được hình ảnh phân bố của tốc độ truyền sóng đàn hồi, và có thể cả tham số đàn hồi khác, để phục vụ khảo sát địa chất công trình[8]
- Địa chấn mặt cắt thẳng đứng (Vertical Seismic Profiling, VSP): Quan sát trường sóng địa chấn trong lòng đất dọc theo hố khoan để thu được tham số tốc độ truyền các sóng, phục vụ liên kết cho tài liệu Địa chấn phản xạ [9][10].
- Sonar: Các dụng cụ dùng sóng âm thanh, từ hạ âm đến siêu âm, để định vị và nghiên cứu các đối tượng trong lòng nước hoặc đáy nước, phục vụ các mục đích quân sự, hải dương học, địa chất biển, vẽ bản đồ địa hình vùng nước và biển, khảo cổ học, tìm vật bị chìm dưới nước, các nhu cầu dân sinh dò tìm luồng lạch cho tàu thuyền,...[11]
- Vi địa chấn (Microtremor): Quan sát rung động của môi trường (Ambient Vibrations) do các nguồn ngẫu nhiên phát ra để nghiên cứu phản ứng nền móng công trình với sóng động đất trong địa kỹ thuật để phục vụ thiết kế kháng chấn công trình [12][13].
- Thí nghiệm địa chấn (Seismic Test): Tập hợp các thí nghiệm địa kỹ thuật dùng sóng địa chấn để đo tham số cơ lý đất đá trong hố khoan hoặc trên mặt đất, phục vụ khảo sát địa chất công trình [14].

### Phương pháp trọng lực

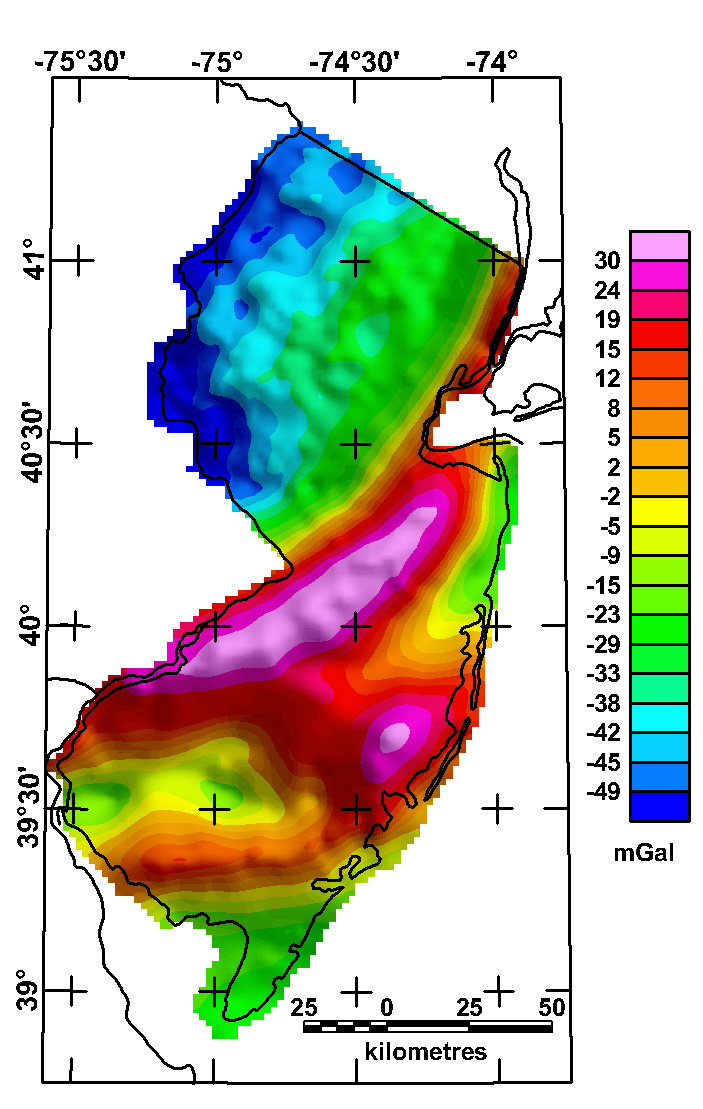
Bản đồ dị thường trọng lực (Bouguer) ở bang New Jersey (USGS)

Phương pháp trọng lực thực hiện đo trọng trường Trái Đất, từ đó xác định phân bố mật độ (hay khối lượng riêng) của các khối đất đá.
- Đo trường trọng lực
- Đo gradient trọng lực [15].

### Phương pháp từ
Phương pháp từ thực hiện đo từ trường Trái Đất, từ đó xác định phân bố mật độ các vật liệu từ tính của các khối đất đá. Các đo đạc từ tính mẫu đá thì phục vụ nghiên cứu cổ địa từ hoặc để minh giải tài liệu đo từ trường.
- Đo trường từ [16]
- Đo gradient trường từ
- Đo Từ hóa dư của đất đá để nghiên cứu Cổ địa từ (lịch sử trường từ Trái Đất, Paleomagnetism)

### Các phương pháp điện (Electrical)
Các phương pháp điện là hệ thống các phương pháp sử dụng điện thế hoặc dòng điện không đổi (DC) để nghiên cứu môi trường thông qua các điện cực cắm vào đất, nhằm xác định phân bố đặc trưng dẫn điện của các khối hoặc lớp đất đá. Tên gọi đầy đủ về mặt hàn lâm của nó phải là "các phương pháp điện một chiều".
Về kỹ thuật thực hiện, có thể dùng dòng xoay chiều có tần số cực thấp để đo đạc, trong đó tần số phải đủ thấp để độ sâu khảo sát nhỏ thua độ sâu thấm theo hiệu ứng skin của dòng điện xoay chiều. Mặt khác đo với tần cực thấp là phương cách duy nhất để đo đạc trong các máy đo đồng thời điện trở và phân cực kích thích.
- Điện trở (Resistivity, Resistivity Imaging, Tomography)[17]
- Điện Phân cực kích thích (Induced Polarization, IP)[18]
- Điện trường thiên nhiên (Self Potential, SP).

### Các phương pháp điện từ (Electromagnetic)

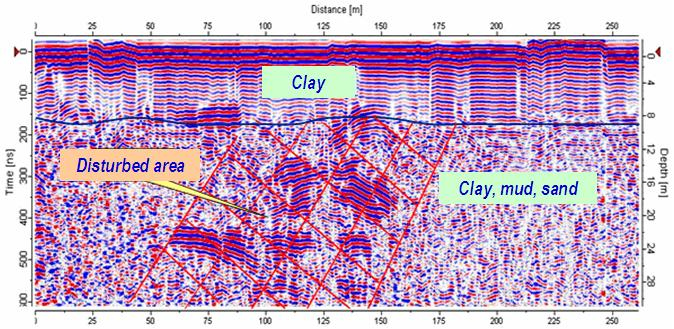
Mặt cắt GPR dọc bờ sông Sài Gòn ở Thanh Đa trước khi sụt lở.

Các phương pháp điện từ là hệ thống các phương pháp sử dụng trường điện từ để nghiên cứu môi trường, và thường không dùng đến điện cực. Kết quả thám sát là phân bố độ dẫn điện trong đất đá, nhưng thường biểu diễn ở điện trở suất.
- Điện từ cảm ứng (Electromagnetics, EM)[19]
- Điện từ miền thời gian (Transient/Time-Domain Electromagnetics, TEM/TDEM)[20]
- Điện từ Tellur (Magnetotellurics)
- Đo sâu cộng hưởng từ (Magnetic Resonance Sounding, MRS)[21]
- Radar quét hay Radar xuyên đất, hay Georada (Ground Penetrating Radar, GPR).[22]

### Thăm dò phóng xạ
Thăm dò phóng xạ gồm các phương pháp xác định đặc trưng và phân bố các bức xạ tự nhiên hoặc cưỡng bức trong đất đá.
- Đo tổng gamma tự nhiên
- Đo phổ gamma tự nhiên [23]
- Đo gamma-gamma
- Đo kích hoạt neutron
- Đo hơi Radon [24].

Một số nhà địa vật lý coi thăm dò phóng xạ chỉ là một dạng công cụ của địa hóa đồng vị, không phải là phương pháp địa vật lý thực thụ.

### Địa nhiệt
Thăm dò địa nhiệt: Đo phân bố nhiệt độ trong đất đá để xác định nguồn nhiệt và tính chất trạng thái đất đá.

### Viễn thám
Viễn thám (Remote Sensing), bao gồm cả Hình ảnh siêu phổ (Hyperspectral).

### Địa chấn điện
Địa chấn điện (Seismoelectrical): Nghiên cứu và ứng dụng trường điện từ sinh ra trong đất đá dưới tác động của sóng đàn hồi nén (sóng dọc P) để dự báo động đất gần, tìm kiếm thăm dò nước ngầm hoặc khoáng sản có liên quan đến thạch anh. Tuy nhiên hiện còn ít dùng.

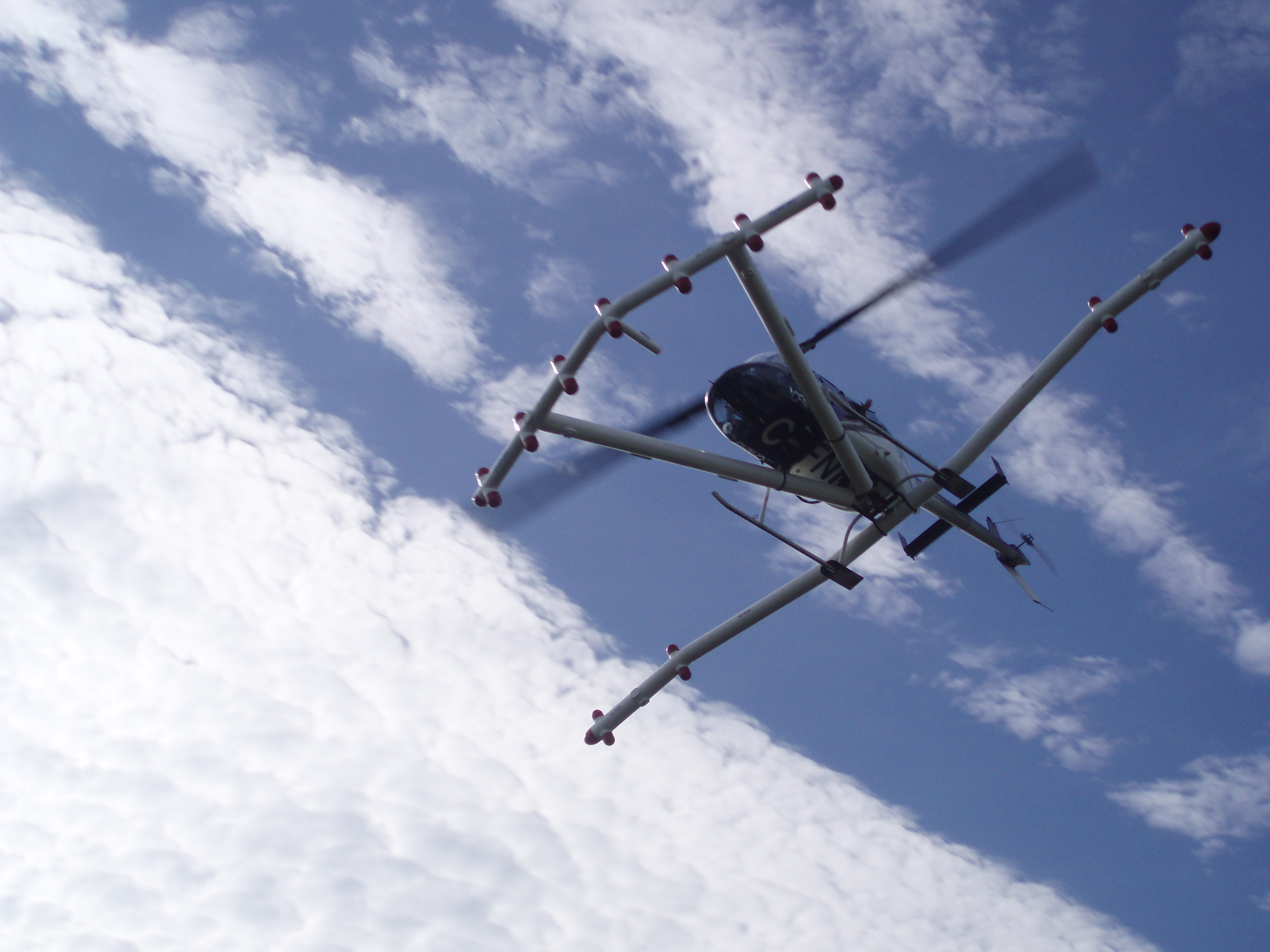
Trực thăng có lắp dãy sensor đo từ trường, bay ở độ cao 6 feet, tốc độ 30 - 40 m/s.

## Phân loại theo môi trường thực hiện
Theo đặc thù của môi trường thực hiện, tương ứng là sự khác nhau trong kỹ thuật đo đạc quan sát và chế tạo thiết bị, có thể chia ra: 
- Địa vật lý mặt đất: Thực hiện quan sát đo đạc trên mặt đất, còn gọi là đo đường bộ. Các đo đạc trong hầm lò cũng được xếp vào đây.
- Địa vật lý hố khoan (Borehole Geophysics, còn gọi là Well Logging): Thực hiện quan sát đo đạc trong hố khoan.
- Địa vật lý máy bay (Airborne Geophysics): Thực hiện quan sát đo đạc bằng các loại máy bay cỡ nhỏ: máy bay cánh quạt, trực thăng, thiết bị bay không người lái (hay UAV).
- Địa vật lý biển (Marine Geophysics): Thực hiện quan sát đo đạc trên vùng nước, từ sông hồ đến thềm lục địa, biển, đại dương.

Có sự thiếu rõ ràng trong cách phân chia nói trên, do bản chất phương pháp và tiến bộ công nghệ gây ra, ví dụ:
• Các dạng đo điện trở và điện IP đang được hợp lại trong phương cách đo ảnh điện trở phức (Complex Resistivity) bằng hệ thống đo đa cực, tức là đồng thời đo và xử lý tài liệu ảnh điện trở và điện IP.
• Địa chấn khúc xạ đang có sự kết hợp trực tiếp giữa quan sát trên mặt với trong hố khoan hay hầm lò, và giải ngược theo Tomography để cho ra ảnh tốc độ truyền sóng.
• Một số phương pháp thực hiện trong hố khoan/máy bay/tàu biển nhưng lại không được xếp vào hệ thống tương ứng, như thí nghiệm địa chấn hố khoan, đo TEM bằng trực thăng, địa chấn phản xạ trên biển,...

## Đối tượng nghiên cứu
- Thạch quyển
- Thủy quyển